# Banjica (okręg morawicki)
Banjica (cyr. Бањица) – wieś w Serbii, w okręgu morawickim, w mieście Čačak. W 2011 roku liczyła 314 mieszkańców.